# Generatore termoelettrico a radioisotopi

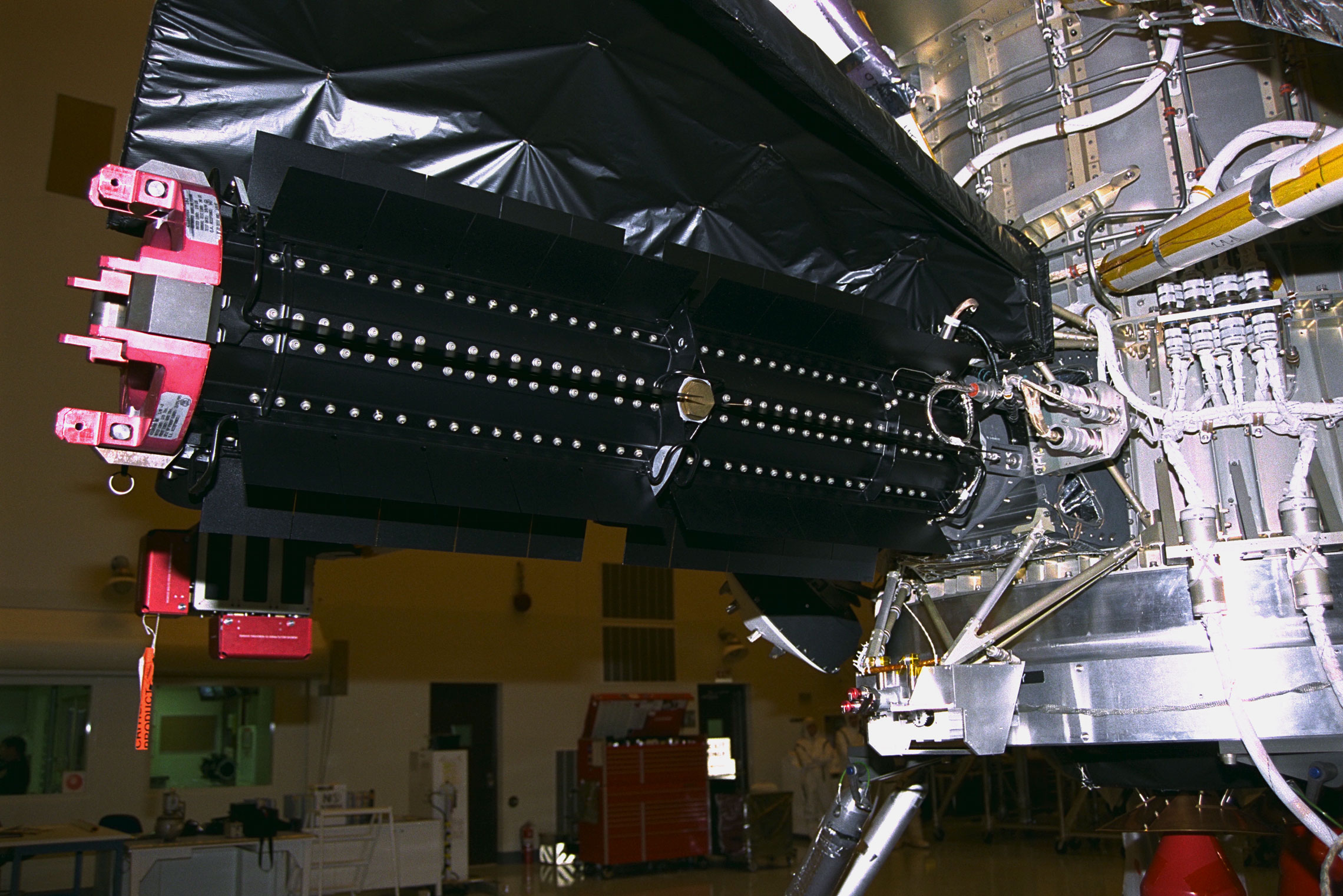
Particolare del generatore termoelettrico a radioisotopi della sonda Cassini

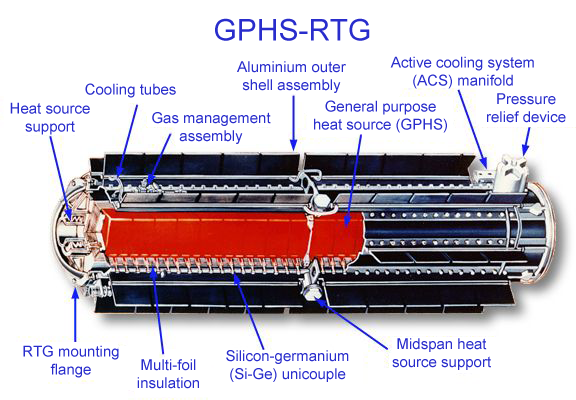
Schema di un RTG usato sulla sonda Cassini

Un generatore termoelettrico a radioisotopi o RTG (da radioisotope thermoelectric generator) è un generatore di energia elettrica basato sul decadimento di isotopi radioattivi.

## Descrizione e funzionamento

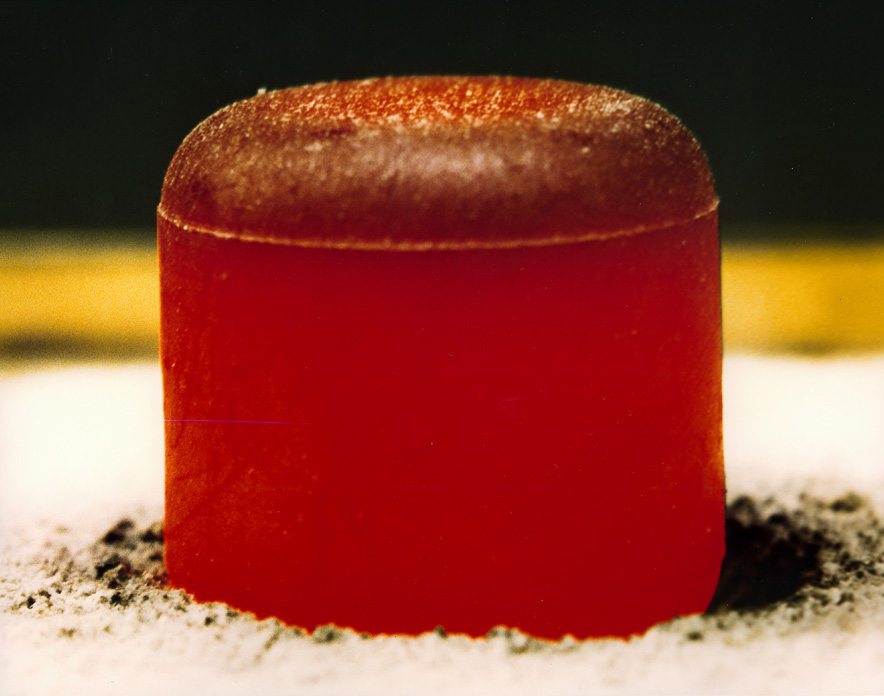
Il pellet di plutonio, la fonte di energia dell'RTG

È composto da due parti: una fonte di calore e un sistema per la conversione del calore in elettricità. La fonte di calore, il modulo General Purpose Heat Source (GPHS),  contiene un radioisotopo, il plutonio-238, che si riscalda a causa del proprio decadimento radioattivo. Il calore è trasformato in elettricità da un convertitore termoelettrico che sfrutta l'effetto Seebeck: una forza elettromotrice è prodotta dalla diffusione di elettroni attraverso l'unione di due differenti materiali (metalli o semiconduttori) che formano un circuito quando i capi del convertitore si trovano a temperature differenti.

## Applicazioni
I generatori RTG sono usati a partire dalle missioni Apollo sulla Luna nel campo dell'esplorazione spaziale.
Nel caso della missione Cassini il generatore termoelettrico era costituito da 18 moduli separati, mentre il Multi-Mission Radioisotope Thermoelectric Generator (MMRTG), usato ad esempio per il Mars Science Laboratory, è composto da 8 moduli e fornisce 120 W di potenza elettrica.
I moduli sono progettati per resistere ad ogni possibile eventualità: esplosione o incendio del veicolo di lancio, rientro in atmosfera seguito da impatto sul terreno o in acqua, e situazioni seguenti all'impatto. Uno schermo esterno in grafite provvede alla protezione contro i danni strutturali, termici e corrosivi di un potenziale rientro; inoltre, il combustibile è in forma di diossido di plutonio 238, un materiale ceramico resistente alla rottura. In tre diverse occasioni RTG erano a bordo di satelliti nella fase di rientro, ma non hanno portato alla dispersione di materiale radioattivo.
Questa tecnologia venne studiata e sviluppata anche per applicazioni terrestri, come l'alimentazione dello smartphone.

## Sicurezza
In seguito all'incidente dello Space Shuttle Challenger, avvenuto il 28 gennaio 1986, venne considerata la possibilità di applicare uno schermo aggiuntivo al generatore; ma anche se questo potesse garantire protezione nelle vicinanze della zona di lancio, la sua notevole complessità aumenterebbe i rischi di una missione. In caso di avaria, uno schermo aggiuntivo potrebbe aumentare in maniera significativa le conseguenze di un impatto con il suolo.

## Elenco degli RTG americani che hanno volato
(N.B. lo SNAP-27 è stato trasportato in tutte le missioni Apollo successive alla 11, fino alla Apollo 17, per alimentare l’ALSEP)
| Missione     | RTG                  | Materiale della termocoppia | Destinazione          | Data di lancio | Lunghezza della missione (anni) |
| ------------ | -------------------- | --------------------------- | --------------------- | -------------- | ------------------------------- |
| Transit 4A   | SNAP-3B7(1)          | PbTe                        | Orbita terrestre      | 1961           | 15                              |
| Transit 4B   | SNAP-3B8 (1)         | PbTe                        | Orbita terrestre      | 1962           | 9                               |
| Apollo 12    | SNAP-27 RTG (1)      | PbTe                        | Superficie lunare     | 1969           | 8                               |
| Pioneer 10   | SNAP-19 RTG (4)      | PbTe                        | Pianeti esterni       | 1972           | 34                              |
| Triad-01-1X  | SNAP-9A (1)          | PbTe                        | Orbita terrestre      | 1972           | 15                              |
| Pioneer 11   | SNAP-19 RTG (4)      | PbTe                        | Pianeti esterni       | 1973           | 35                              |
| Viking 1     | SNAP-19 RTG (2)      | PbTe                        | Superficie marziana   | 1975           | 4                               |
| Viking 2     | SNAP-19 RTG (2)      | PbTe                        | Superficie marziana   | 1975           | 6                               |
| LES 8        | MHW-RTG (4)          | Si-Ge                       | Orbita terrestre      | 1976           | 15                              |
| LES 9        | MHW-RTG (4)          | Si-Ge                       | Orbita terrestre      | 1976           | 15                              |
| Voyager 1    | MHW-RTG (3)          | Si-Ge                       | Pianeti esterni       | 1977           | 44                              |
| Voyager 2    | MHW-RTG (3)          | Si-Ge                       | Pianeti esterni       | 1977           | 41                              |
| Galileo      | GPHS-RTG (2)RHU(120) | Si-Ge                       | Pianeti esterni       | 1989           | 14                              |
| Ulysses      | GPHS-RTG (1)         | Si-Ge                       | Pianeti esterni /Sole | 1990           | 18                              |
| Cassini      | GPHS-RTG (3)RHU(117) | Si-Ge                       | Pianeti esterni       | 1997           | 11                              |
| New Horizons | GPHS-RTG (1)         | Si-Ge                       | Pianeti esterni       | 2005           | 3 (17)                          |
| MSL          | MMRTG (1)            | PbTe                        | Superficie marziana   | 2011           | 3                               |
| Mars 2020    | MMRTG                |                             | Superficie marziana   | 2020           | In corso                        |